# Sebevražedný bombový útok na diskotéce Delfinárium

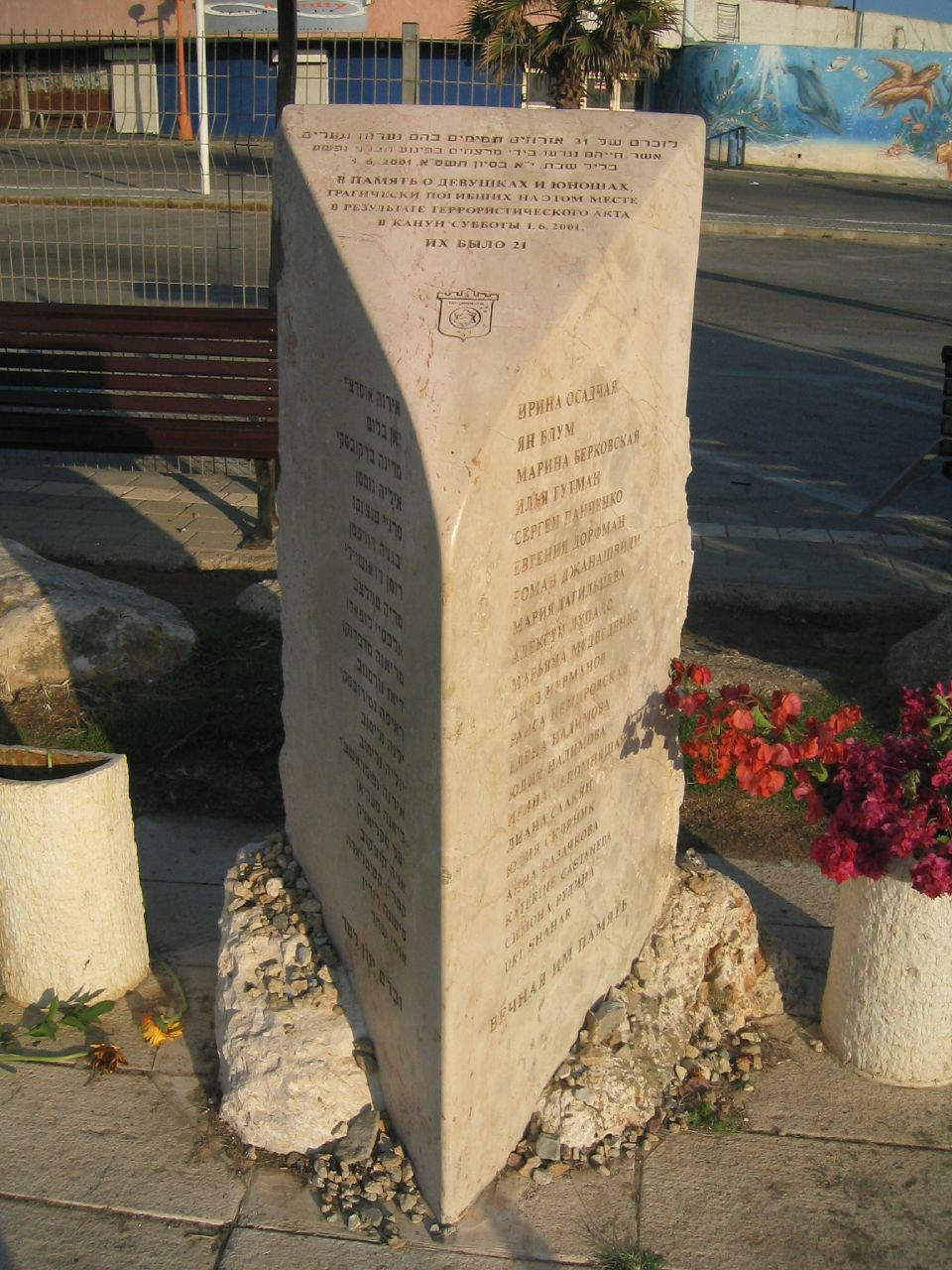
Památník obětem teroristického útoku

Sebevražedný bombový útok na diskotéce Delfinárium byl sebevražedný atentát provedený palestinským teroristou 1. června 2001, při vstupu na diskotéku Delfinárium v Tel Avivu, při kterém bylo zabito 21 civilistů, většinou mladých Izraelců, a 120 lidí bylo zraněno. K útoku se přihlásily teroristické organizace Islámský džihád i skupina nazývající se Hizballáh-Palestina, ale obě později svá prohlášení stáhly. K zodpovědnosti se nakonec přihlásil Hamás.
Izraelští představitelé označili útok jako „masakr“ a mnoho Izraelců volalo po rázné odplatě. Vláda však nepodnikla žádnou bezprostřední odvetnou akci. Mnoho vlád, včetně americké, vyvíjelo silný diplomatický tlak na Izrael, aby se zdržel reakcí. Tehdejší předseda Palestinské autonomie Jásir Arafat útok odsoudil a vyzval k zastavení palby, avšak i přesto druhá intifáda dále pokračovala ve své síle po další čtyři roky. Tento útok byl jedním z důvodů předkládaných izraelskou vládou pro výstavbu bezpečnostní bariéry kolem Západního břehu.
Sebevražedný atentátník Sajíd Hotari se odpálil u vchodu do nočního klubu přibližně ve 23:30 (GMT+2) sobotní noci, když zde bylo mnoho mladých lidí, kteří čekali na vstup. Jednalo se o druhý útok v pěti měsících na stejný cíl. Očitý svědek Tomer Revah popsal situaci následovně: „Slyšel jsem velký výbuch a viděl jsem plameny šlehající k obloze. Byl to hrozný pohled, lidi leželi na podlaze a části těl byly všude.“